# Великоправутинська сільська рада
Великоправутинська сільська́ ра́да — адміністративно-територіальна одиниця та орган місцевого самоврядування у Славутському районі Хмельницької області. Адміністративний центр — село Великий Правутин.

## Загальні відомості
Великоправутинська сільська рада утворена в 1947 році.
- Територія ради: 15,37 км²
- Населення ради: 505 осіб (станом на 2001 рік)

## Населені пункти
Сільській раді підпорядковані населені пункти:
- с. Великий Правутин

## Склад ради
Рада складається з 12 депутатів та голови.
- Голова ради: Поварчук Олександр Іванович
- Секретар ради: Сахнюк Наталія Станіславівна

### Керівний склад попередніх скликань
| Прізвище, ім'я, по батькові | Основні відомості                                                               | Дата обрання | Дата звільнення |
| --------------------------- | ------------------------------------------------------------------------------- | ------------ | --------------- |
| Поварчук Олександр Петрович | Сільський голова, 1968 року народження                                          | 26.03.2006   | 31.10.2010      |
| Поварчук Олександр Іванович | Сільський голова, 1968 року народження, освіта середня спеціальна, безпартійний | 31.10.2010   |                 |

Примітка: таблиця складена за даними сайту Верховної Ради України

### Депутати
За результатами місцевих виборів 2010 року депутатами ради стали:

#### За суб'єктами висування
| Суб'єкт висування | Кількість обраних депутатів | %    |
| ----------------- | --------------------------- | ---- |
| Самовисування     | 8                           | 66,7 |
| Народна партія    | 4                           | 33,3 |

#### За округами
| № округу       | Прізвище, ім'я, по батькові      | Дата визнання обраним | Освіта             | Партійна приналежність | Відомості про обраного депутата                                                               |
| -------------- | -------------------------------- | --------------------- | ------------------ | ---------------------- | --------------------------------------------------------------------------------------------- |
| Народна Партія |                                  |                       |                    |                        |                                                                                               |
| 1              | Каленюк Василь Васильович        | 01.11.2010            | вища               | позапартійний          | Великоправутинська загальноосвітня школа І-ІІ ст., вчитель фізичної культури                  |
| 2              | Ковальчук Лариса Андронівна      | 01.11.2010            | середня спеціальна | позапартійна           | Великоправутинська сільська рада, бухгалтер                                                   |
| 3              | Сахнюк Наталія Станіславівна     | 01.11.2010            | середня спеціальна | позапартійна           | Великоправутинська сільська рада, секретар                                                    |
| 11             | Джурилюк Віта Ананіївна          | 01.11.2010            | середня спеціальна | позапартійна           | Великоправутинська сільська бібліотека, бібліотекар                                           |
| Самовисування  |                                  |                       |                    |                        |                                                                                               |
| 4              | Рижук Світлана Володимирівна     | 01.11.2010            | середня спеціальна | позапартійна           | Фермерське господарство «Обрій», головний бухгалтер                                           |
| 5              | Палійчук Валентина Володимирівна | 01.11.2010            | середня            | позапартійна           | Великоправутинська сільська рада, техпрацівник                                                |
| 6              | Самчик Валентина Василівна       | 01.11.2010            | середня спеціальна | позапартійна           | Великоправутинська загальноосвітня школа І-ІІ ст., вчитель молодших класів                    |
| 7              | Каленюк Зоя Андронівна           | 01.11.2010            | вища               | позапартійна           | Великоправутинська загальноосвітня школа І-ІІ ст., директор школи                             |
| 8              | Онищук Інна Степанівна           | 01.11.2010            | середня спеціальна | позапартійна           | Управління праці та соціального захисту населення у Славутському районі, соціальний працівник |
| 9              | Юхимець Олександра Арсенівна     | 01.11.2010            | середня спеціальна | позапартійна           | Фермерське господарство «Обрій», бухгалтер                                                    |
| 10             | Ковальчук Петро Дмитрович        | 01.11.2010            | середня            | позапартійний          | Фермерське господарство «Обрій», тракторист                                                   |
| 12             | Власюк Наталія Віталіївна        | 01.11.2010            | середня спеціальна | позапартійна           | Великоправутинська сільський клуб, завідувачка                                                |

## Господарська діяльність
Основним видом господарської діяльності сільської ради є сільськогосподарське виробництво.

## Населення
Згідно з переписом УРСР 1989 року чисельність наявного населення сільської ради становила 1240 осіб, з яких 543 чоловіки та 697 жінок.
За переписом населення України 2001 року в сільській раді мешкало 505 осіб.

### Мова
Розподіл населення за рідною мовою за даними перепису 2001 року:
| Мова       | Відсоток |
| ---------- | -------- |
| українська | 99,60 %  |
| російська  | 0,40 %   |